# Winter-Asienspiele 2017/Shorttrack
Bei den Winter-Asienspielen 2017 in Sapporo wurden die Wettbewerbe im Shorttrack zwischen dem 20. und dem 22. Februar 2017 im Makomanai-Hallenstadion ausgetragen.

## Medaillengewinner

### Medaillenspiegel
| Rang   | Land                | Gold | Silber | Bronze | Gesamt |
| ------ | ------------------- | ---- | ------ | ------ | ------ |
| 1      | Südkorea            | 5    | 5      | 3      | 13     |
| 2      | Volksrepublik China | 3    | 2      | 1      | 6      |
| 3      | Japan               | 0    | 1      | 3      | 4      |
| 4      | Kasachstan          | 0    | 0      | 1      | 1      |
| Gesamt | Gesamt              | 8    | 8      | 8      | 24     |

### Männer
| Disziplin      | Gold                                                                      | Silber                                                                 | Bronze                                                                                   |
| -------------- | ------------------------------------------------------------------------- | ---------------------------------------------------------------------- | ---------------------------------------------------------------------------------------- |
| 500 m          | Wu Dajing Volksrepublik China                                             | Seo Yi-ra Südkorea                                                     | Park Se-yeong Südkorea                                                                   |
| 1000 m         | Seo Yi-ra Südkorea                                                        | Sin Da-woon Südkorea                                                   | Keita Watanabe Japan                                                                     |
| 1500 m         | Park Se-yeong Südkorea                                                    | Wu Dajing Volksrepublik China                                          | Lee Jung-su Südkorea                                                                     |
| 5000-m-Staffel | Volksrepublik China Wu Dajing Han Tianyu Ren Ziwei Xu Hongzhi Shi Jingnan | Südkorea Lee Jung-su Seo Yi-ra Sin Da-woon Park Se-yeong Han Seung-soo | Japan Hiroki Yokoyama Kazuki Yoshinaga Keita Watanabe Ryōsuke Sakazume Takayuki Muratake |

### Frauen
| Disziplin      | Gold                                                                    | Silber                                                              | Bronze                                                                                      |
| -------------- | ----------------------------------------------------------------------- | ------------------------------------------------------------------- | ------------------------------------------------------------------------------------------- |
| 500 m          | Zang Yize Volksrepublik China                                           | Ayuko Itō Japan                                                     | Choi Min-jeong Südkorea                                                                     |
| 1000 m         | Shim Suk-hee Südkorea                                                   | Choi Min-jeong Südkorea                                             | Sumire Kikuchi Japan                                                                        |
| 1500 m         | Choi Min-jeong Südkorea                                                 | Shim Suk-hee Südkorea                                               | Guo Yihan Volksrepublik China                                                               |
| 3000-m-Staffel | Südkorea Shim Suk-hee Choi Min-jeong Noh Do-hee Kim Ji-yoo Kim Geon-hee | Volksrepublik China Fan Kexin Qu Chunyu Zang Yize Guo Yihan Lin Yue | Kasachstan Kim Iong-a Anastassija Krestowa Madina Schanbussinowa Anita Nagai Olga Tichonowa |